# 清末民变
清末民变，指清朝末期来自城乡社会底层的群体性反政府事件。清末新政雖作出改革，但許多政策造成民眾負擔加重，促使清末產生許多民變。辛亥革命不是民变，而是兵变，并获得了各地上层实力派支持。太平天国、捻军属于民变，但是应该划为清朝中晚期。 

## 民變時序
- 1898年广西郁林农民李立廷起义。
- 1900年义和团。
- 1904年江西乐平抗捐。
- 1909年至1910年，直隶不堪苛捐，时常发生暴动，人数多达数万人。
- 1910年，河南不少县署被捣毁，人数至两万人。山西人民抗拒官兵，死伤动辄过百人。
- 1910年长沙抢米风潮。
- 1910年山东莱阳抗捐斗争，乡民数万人围困县城，官兵开炮，伤亡达千人。
- 1910年广东人民反对调查户口，连州城池被占。广西、四川、云南、贵州多县城失陷或被围。
- 1911年豫东各地饥荒，饿死十多万人，豫南饥民扰动鄂北。
- 1911年河南白朗起义
- 1911年清末毁学风潮

## 參閲
- 清末新政